# 艾卡迪沙足球會
艾卡迪沙足球會（英語：Al-Qadisiyah FC）是沙特阿拉伯的足球會。球會於1967年成立。1994年曾經擊敗南華足球隊贏得亞洲盃賽冠軍盃。2014–15年球季贏得沙特阿拉伯甲級聯賽冠軍。

## 榮譽
- 沙特王子杯:
  - 冠軍 : 1991/92[3]

- 沙特聯合會杯:
  - 冠軍: 1993/94[3]

- 亞洲盃賽冠軍盃:
  - 冠軍 : 1994

- 沙特甲級聯賽:
  - 冠軍 : 2001–02, 2008–09, 2014–15

## 著名球員
- （Koen Casteels，2024-）
- 拿祖（Nacho，2024-）
- （Nahitan Nández，2024-）
- 加斯东·阿尔瓦雷斯（Gastón Álvarez，2024-）
- 基尼奥内斯（Julián Quiñones，2024-）
- 普埃尔塔斯（Cameron Puertas，2024-）
- 埃塞基耶尔·费尔南德斯（英语：Ezequiel Fernández (footballer)）（Ezequiel Fernández，2024-）
- （Pierre-Emerick Aubameyang，2024-25）
- （Mateo Retegui，2025-）